# Estadio Los Daulis
El Estadio Deportivo Sr. Julio Carchi Vargas,  conocido más comúnmente como Los Daulis, es un estadio multiusos situado en el cantón Daule, provincia del Guayas. Fue inaugurado en 1997 por el GAD Municipalidad de Daule  y es administrado por la Liga Deportiva Cantonal de Daule.  Es usado mayoritariamente para la práctica del fútbol por lo clubes y escuelas formativas pertenecientes de dicho cantón.

## Ubicación
Está ubicado en la avenida Vicente Piedrahíta del Cantón Daule de la Provincia del Guayas.

## Historia
Fue inaugurado en el año 1997. Tiene capacidad para 1500 espectadores. Es usado mayoritariamente para la práctica del fútbol y allí juegan como local los clubes Deportivo Banife y Atlético Daule del Cantón Daule. 